# 魔法風雲會規則
魔法風雲會規則是集換式卡牌遊戲《魔法風雲會》的遊戲規則與遊玩方式簡介。
《魔法風雲會》 是一個具有複雜規則的卡片遊戲。不過對於初學者而言，只需要掌握其中主要的一部份，就可以玩得盡興。魔法風雲會最特別的規則，就是每當有牌面文字和規則相衝突時，牌面文字總是優先。由於牌會創造新的規則，遊戲產生了非常多的變化。

## 遊戲開始與結束
一般在遊戲開始前，玩家必須先構築自己的牌組好參加遊戲：
- 依不同遊戲或賽制，能加入牌組的牌和張數也有限制，詳細可以參照魔法風雲會#玩法。
- 在限制（輪抽、現開）遊戲中，牌組以40張為下限。
- 構築遊戲則是60張為下限，並規定備牌最多15張。備牌能在和同一對手（牌組）重覆的比賽中，和主要牌組的牌替換。
- 不管限制或構築，牌組的張數均沒有上限。但除了基本地外，任何同名的牌在構築遊戲至多只能放四張。
- 朋友間遊戲，只要玩家都同意，可以自由的構築想要的牌組，不影響遊戲流程。

遊戲開始：
- 遊戲開始時，玩家均有20點生命值和一副自己組好的牌組。生命值可以以紙筆、骰子或是小物件記錄，牌組放入牌庫區。
- 雙方互洗對方的牌庫，之後決定回合先後（例如丟骰子、硬幣或猜拳，贏的人決定要先攻或後攻）。
- 先後決定了，接著雙方各從牌庫頂抽七張牌作為手牌。
- 若覺得手牌不滿意，可以對自己的手牌做「再調度」。再調度的方式是：玩家把手牌洗進自己的牌庫中，並抽取一副新的手牌，數量等同於起始手牌數，接著將其中一部分的牌以任意順序放到牌庫底，數量則等同於該玩家再調度的次數。再調度之後若仍不滿意，可以一再重覆，直到最終起手牌數量為零。[1]
- 雙方不再調度後，由先的玩家開始依回合流程進行遊戲。（請注意先的玩家第一回合不能抽牌。）

遊戲結束：
獲勝的方式就是讓所有對手玩家輸掉，一位玩家在下列情況之一時就算輸掉：
- 生命值成為 0 或小於 0 。
- 必須抽牌時，牌庫已沒牌可抽。
- 承受了 10 或更多個中毒指示物。
- 其他牌面上註明的特殊方式。

## 遊戲區域
在任何時候，每張牌只能位於下列其中一個“區域”，其中戰場和堆疊為共用區域，其他區域則是每位玩家各自獨立。
牌庫（Library）：
玩家的牌組在遊戲開始時放置的區域。這些牌都保持正面朝下，隨機排序（已洗牌）的狀態進行遊戲。
手上（Hand）：
玩家可使用的手牌，這些牌是不讓其他玩家看到的。如果玩家在自己的回合結束時手牌數超過上限（一般是七張），那他必須任意棄掉超過上限的手牌。
戰場（Battlefield）：
大多數牌需要進入戰場才能對遊戲產生效果。不同於其他區域，戰場由所有玩家共享。
墳墓場（Graveyard）：
玩家的棄牌區。當牌在戰場上被消滅、從手上被丟棄，或一次性使用的牌被使用後，它將被置於其擁有者的墳墓場。在墳墓場中的牌正面朝上，任何玩家可以在任何時候檢查之。
堆疊（The stack）：
已經被施放，但尚未結算（生效）的牌位於此處。當牌在此處時，他們被稱為「咒語」。此區域也由所有玩家共享，所有玩家都能回應堆疊中的咒語。此區域關係到魔法風雲會特色之一【回應對手，後發先至】產生的種種變化，詳見「時機與堆疊」章節。結算完成後，牌依照結算結果和牌的種類進入其他區域
放逐區（Exile）：
被特定效果放逐的牌放在這裡。除非有特別指示，否則牌在這個區域是正面朝上。只有少數的咒語與異能可以影響在放逐區的牌。
指令区（Command）：
主要在一些变体规则游戏中使用，具有特殊属性或异能的牌放在这里。例如魔王游戏中的“谋略”卡，或是时空旅行游戏中的“位面”卡。实际上，指令区里的卡不会受到影响其他区域中卡牌的任何效果之影响。

## 支付費用

### 魔法力費用與顏色
除了地牌之外，大部份牌都不能無條件地從手牌中被施放出來，玩家必須支付牌面右上角魔法力符號所代表的施放費用。其中灰色圈圈中的數字可以用任何顏色或無色的魔法力支付。有色的符號則需用該色的魔法力支付。例如「灰圈5符號、黑色魔法力符號、黑色魔法力符號」（下文簡寫為「5BB」）代表施放這張牌需要五點任意或無色魔法力加上兩點黑色魔法力，共七點魔法力費用。有些牌的魔法力符號為兩個顏色的符號切半後組成，這種混色魔法力符號代表玩家能用兩種顏色中的任一種支付這一點費用。
一張牌的顏色（Color）取決於它的魔法力費用，上述「5BB」費用的牌就代表它是一張黑色牌。若費用是「5BR」（R指紅色魔法力符號）則表示它既是一張黑色牌，也是一張紅色牌。同理的有混色魔法力符號的牌也代表它同時具有兩種顏色。另外，玩家使用有顏色的魔法力去支付無指定顏色的費用並不會讓牌加上新的顏色。只有灰色圈圈魔法力費用的牌則沒有顏色。牌的顏色有時會是咒語或異能指定的條件、目標或效果。

### 魔法力（Mana）
魔法力的主要來源為地牌，例如橫置一張「樹林」會生產一點綠色魔法力。每當一位玩家生產魔法力時，那些魔法力會暫時存放到該玩家的「魔法力池」，魔法力池中的法力可以用來支付魔法力費用。一個階段或步驟結束時，魔法力池會清空，沒有被使用的魔法力會消失（註：舊的規則中，剩餘的魔法力會灼傷玩家，現在已改變）。
舉例而言，某玩家施了一張地牌「沼澤」，而後橫置它以生產一點黑色魔法力。接著，他以此魔法力施放了巫術「黑暗祭禮（Dark Ritual）」，黑暗祭禮又生產了三點黑色魔法力到他的魔法力池中。 之後他施展了需要「1B」的 「夜空細語（Night's Whisper）」，將三點黑色魔法力用掉了兩點。剩下的一點黑色魔法力將會在魔法力池中漂浮，直到該階段或步驟結束。

### 橫置與重置（Tapping and untapping）
「橫置」戰場上的某張牌常常是咒語或異能費用的一種。一張牌上如果有「順時針黑色箭頭」的符號，代表必須橫置自己做為費用。為了表示一張牌已被橫置，它會以正面朝上，水平轉90度的方式放在戰場上。已被橫置的牌無法再當成另一個咒語或異能的橫置費用，其中生物更會因無法被宣告成攻擊者或防禦者而不能參加戰鬥。
除了作為費用，一張牌張被咒語或異能的效果強制橫置或被宣告為攻擊者時也必須橫置。橫置一般不會中斷持續性效果（例如靈氣、武具）或觸發式異能的觸發，也不會對使用不需橫置費用的異能造成限制。
「重置」是指將被橫置的牌轉回原本的方向，好讓它們能再一次被橫置。玩家在每次自己回合的開始階段，都有一個重置步驟能重置自己所有的牌。

## 牌的類別
在戰場上的牌和衍生物，都稱為 永久物（Permanents）。
永久物的類別有「地」、「生物」、「結界」、「神器」和「鵬洛客」。一個永久物可以屬於多種類別，例如神器生物；既是神器，也是生物。
「巫術」和「瞬間」在使用並結算完效果後立即進入墳墓場，不成為永久物。

### 地（Land）
橫置戰場上的地牌大都能產生魔法力，而魔法力能用來支付咒語或啟動式異能所需的費用。從手上放置地牌進入戰場不需要使用魔法力，也不須進入堆疊，因此沒有玩家能阻止放置地牌的動作。但一名玩家基本上每回合只能放置一張地牌，且放置時機限制在自己的行動階段。
五種的基本地（Basic Land）各對應一種顏色，橫置基本地能產生1點對應色的魔法力。其它的地則被稱為非基本地（non-basic land），可能能產生特定顏色、數目的魔法力或具有其他異能。不論地產生的魔法力是何種顏色，地牌本身都是無色牌。放入牌庫中的基本地張數沒有任何限制，但非基本地在構築遊戲一樣受到一個牌庫只能放四張的限制。

### 生物（Creatures）
生物是指召喚進戰場，能用於進攻和防守的人物或怪獸。生物牌在右下角的數字代表生物在戰鬥中的能力，印成「Ｘ／Ｙ」的格式。Ｘ表示生物的力量，指它能在戰鬥中造成幾點的戰鬥傷害。Ｙ是防禦力，代表它能承受的傷害上限。當一個生物累積的傷害等於或多於它的防禦力，該生物會立刻被消滅而移入墳墓場。生物上累積的傷害會在每回合的清除階段歸零。
玩家剛獲得操控權的生物都處於「召喚失調」（summoning sickness）狀態，亦即不能攻擊或使用需橫置自己的啟動式異能。必須等到其操控者的下個回合開始時才會解除。
生物通常會擁有一個或多個生物類別，寫在牌上「生物」這個字的後面。生物類別只是一種簡單的分類，並不會給予生物額外的能力。例如生物類別「鳥」不會讓生物擁有「飛行」異能。生物類別有時會是咒語或異能指定的條件、目標或效果。

### 結界（Enchantments）
結界代表長期留存的魔法。它們會停留在戰場上，並對遊戲產生影響。
有些結界必須結附在特定的永久物上的，稱為靈氣（Aura）。它們的異能會有「結附於生物」或「結附於地」之類的描述。如果靈氣結附的永久物被移出戰場或不再符合結附的條件時，將該靈氣移入墳墓場。如果靈氣結附的永久物的操控權被強奪，靈氣的操控權並沒有跟著轉移，但靈氣操控者無法直接停止靈氣的異能。

### 神器（Artifacts）
神器代表留在戰場上的魔法道具、機械裝置、自行移動的構造物或是武器護具。
有些神器同時具有生物屬性，這些神器生物能用來攻擊或防禦，所有對生物有效的效果對它們都有影響，例如召喚失調。
能讓生物裝備的神器稱為武具（Equipment）。武具的進戰場方式和一般神器相同，當它們在戰場上時，使用武具上的「配戴」異能讓武具裝備到生物上。配戴異能的使用時機視同巫術，也能用來在生物間移動武具，但不能用來直接卸下武具或裝備到非自己操控的生物上。和靈氣不同的，裝備武具的生物離開戰場或不再符合配戴條件時，武具會直接掉落在戰場上，不進入墳墓場。和靈氣相同的，如果裝備武具的生物的操控權被強奪，武具的操控權並沒有跟著轉移，武具控者能使用配戴異能將武具移回自己另一隻生物身上。

### 鵬洛客（Planeswalkers）
舊版的魔法風雲會將鵬洛客（Planeswalkers）翻譯成「旅法師」，現在兩種譯名都有人使用。
在背景設定上，鵬洛客是十分強大的施法者，可以在界域之間旅行，玩家在遊戲中扮演的就是一位鵬洛客。而牌上的鵬洛客則是玩家召喚來助陣的幫手，像是個縮小版的玩家，他的牌庫反應在他的異能上。
一個鵬洛客一般擁有複數的異能，使用鵬洛客的異能必須依靠「忠誠指示物」，而印在每張鵬洛客牌右下角的數字就是他進戰場時的忠誠指示物數量。使用鵬洛客異能時，必須依異能前的數字增加或減少忠誠指示物當作費用。其中減少忠誠指示物的異能在指示物數量不足時無法使用（例如只有2個忠誠指示物時不能使用「-3」的異能）。使用鵬洛客異能的時機則視同巫術，每一個鵬洛客一回合只能施展一次異能。
鵬洛客的類別並不是玩家（Player），指定目標玩家的牌不能指定鵬洛客。鵬洛客的類別也不是生物（Creatures），所以不會直接參與戰鬥，但玩家攻擊時能將部分或全部生物的攻擊目標指定為對手鵬洛客。
鵬洛客受到傷害意味著損失忠誠指示物，當忠誠指示物的數量為零或更少時，該鵬洛客進入墳墓場。附帶一提，在遊戲設定上，墳墓場中的牌只是召喚鵬洛客的咒語，並不代表和玩家一樣強大的鵬洛客本身。

### 巫術和瞬間（Sorceries and instants）
巫術和瞬間是指一次性使用的魔法。牌從手上施放後進入堆疊，在堆疊被結算或反擊後，直接進入墳墓場。
它們的差異僅在使用的時機：巫術只能在自己的行動階段，且堆疊上沒有其它咒語的時候使用，而瞬間可以在各個階段使用，甚至可以在對手的回合使用。瞬間也可以後發先至地回應堆疊中的咒語，造成出乎意料的效果。，詳見「時機與堆疊」章節。

## 異能
異能（Abilities）是指在戰場上的牌（或者該說永久物）所擁有的特殊能力，主要可分為三種：啟動式異能、觸發式異能和靜止式異能。而其中能產生魔法力的異能又稱做魔法力異能。
啟動式異能（Activated abilities）
啟動式異能是指在牌上被印成「費用：效果」格式的異能。透過支付異能的費用允許玩家發動它的效果，費用可能包括魔法力、玩家的生命點數、橫置牌、捨棄牌甚至擲一枚硬幣等等。此類異能的施放時機和瞬間相同，玩家幾乎可在任何時候施放它，把它放進堆疊等待回應與結算。
觸發式異能（Triggered abilities）
觸發式異能必須碰到特定的動作，時機或回合階段才會產生效果。這些異能的描述都包含一個觸發條件（以when, whenever或at表示）和觸發後的效果。當條件被滿足後，這些異能會自動地被觸發並放進堆疊，之後如一般的咒語或異能般被回應與結算。若有複數的觸發式異能被同時觸發，則先從主動玩家（此回合主人）將自己被觸發的異能全部放入堆疊。在放入時，每位玩家能決定自己異能的放入順序。請注意有些牌雖然也印有因某些狀況產生效果的描述（使用if或as），但他們並不是觸發式，而是靜止式異能，不需要進入堆疊。
靜止式異能（Static abilities）
靜止式異能是一個影響戰場上牌或遊戲規則的常駐效果。如果一個異能不是啟動式異能也不是觸發式異能，那它就是靜止式異能。某些另有描述的靜止式異能在戰場外也會有效（例如某張牌能讓自己從墳場被抽出，那這個異能在墳場有效），除此之外只能在牌進入戰場後生效，並在牌移出戰場時失去效果。靜止式異能本身不會進入堆疊，就算它們改變了回合階段或觸發了一個觸發式異能。
魔法力異能（Mana abilities）
魔法力異能能產生魔法力放入魔法池，它可能是一種啟動式異能（例如地牌）或一種觸發式異能。魔法力異能不會進入堆疊，所以不能被回應或當作目標。這也代表只要玩家使用魔法力異能就能立刻得到魔法力。但需要注意的是，能產生魔法力的「咒語」、雖有產生魔法力卻需要「指定目標」的異能和使用「忠誠指示物」當作費用的異能都不是魔法力異能，它們依然會被放進堆疊，並能被回應和當作目標。

## 回合流程
一位玩家依序完成下列流程（開始、第一行動、戰鬥、第二行動、結束）稱為一回合。在雙人遊戲中，先攻玩家和後攻玩家輪流進行回合，直到一方輸掉遊戲。

### 開始階段
开始阶段依序被分为三个步驟。
- “重置”步驟，主動玩家（回合的主人，下文以「你」表示）重置所有戰場上自己操控且能重置的永久物。
- “維持”步驟，沒有規定要完成的動作，但許多的异能常會在這步驟被触发，例如要求你每回合支付魔法力费用。
- “抽牌”步驟，從你的牌庫頂抓一张牌。雙人遊戲中，先攻的玩家第一回合跳過此步驟。

重置步驟中，所有玩家不能使用任何瞬間牌或異能。但在維持步驟和抽牌步驟則可以使用。

### 第一行動階段
你使用手上生物牌、巫術牌和結界牌等咒語的時間。或者說，除了瞬間牌外，所有的手牌都只能在自己的行動階段使用。

### 戰鬥階段
戰鬥階段可再細分為下列五個步驟。它反映了魔法決鬥的一個特色：送生物去襲擊對手，借由傷害對手或對手的生物來擊敗他們。玩家能在這個階段的每個步驟使用瞬間牌和異能。

#### 開始戰鬥
這步驟沒有規定要完成的動作，也因此通常沒有事情發生。有些影響戰鬥的瞬間或異能適合在此階段使用，例如強制橫置某生物，讓它無法被宣告為攻擊者。

#### 宣告攻擊者
你宣告你操控的哪些生物要進行攻擊，並分別指定其攻擊對象是對手玩家本身或是對手玩家操控的某隻鵬洛客。
宣告攻擊者的動作只能進行一次，一旦宣告完就不能再增減攻擊者或變更攻擊目標。宣告攻擊者的同時，必須橫置成為攻擊者的生物，在之前已被橫置或處於招喚失調的生物不能成為攻擊者。

#### 宣告防守者
對手玩家宣告他操控的哪些生物要進行阻擋，並指定其阻擋對象是哪隻攻擊生物。
宣告防守者的動作同樣只能進行一次，一旦宣告完就不能再增減防守者或變更阻擋對象。一隻防守生物只能阻擋一隻攻擊生物，但可以宣告多隻防守生物共同阻擋一隻攻擊生物（宣告後需讓攻擊玩家決定阻擋（分配傷害）的順序）。進行阻擋的生物不需要被橫置，但已被橫置的生物不能進行阻擋。招喚失調的生物一樣能成為阻擋者。
因進入下個步驟（戰鬥傷害）後會直接進行傷害計算，玩家無法再干預戰鬥結果，故絕大多數影響戰鬥的瞬間或異能會在此步驟結束前施放。

#### 戰鬥傷害
計算戰鬥所造成的結果。在規則上，一個戰鬥傷害步驟中的所有戰鬥和戰鬥傷害都是同時發生，不會有一組生物戰鬥的結果影響到另一組生物戰鬥的情況發生。
- 若攻擊生物沒有被阻擋，它對目標的玩家或鵬洛克造成戰鬥傷害；被傷害的玩家或鵬洛克失去等同攻擊生物力量值的的生命或忠誠指示物。
- 若攻擊生物被阻擋，攻擊生物和防守生物同時對對方造成等同自己力量值的戰鬥傷害。
- 若攻擊生物被複數生物阻擋，以下述方式分配傷害：攻擊生物直接受到防守生物力量值總和的戰鬥傷害；攻擊玩家依前一個步驟決定的阻擋順序，將攻擊生物的力量值依序分配給防守生物造成戰鬥傷害。在分配力量值時，必須先給前一隻足以造成致命傷害的量後才能繼續分配給下一隻生物。請注意，阻擋順序只是力量值分配的順序，不代表防守生物的死去有先後之分，所有傷害依然是同時造成。

生物上累積的傷害等於或大於自己的防禦值，叫做受到致命傷害，該生物被消滅並移入墳墓場。
若參與戰鬥的生物擁有先攻或連擊異能，這組生物會在原本的戰鬥傷害步驟前產生一個額外的戰鬥傷害步驟，先攻或連擊生物製造的傷害會在這個步驟先結算。例如2/2的無異能生物A對上2/2有先攻異能的生物B：生物B在先攻的戰鬥傷害步驟先對生物A造成2點傷害，生物A被消滅並移入墳墓場。之後進入一般戰鬥傷害步驟時，生物B的攻擊已結束，不再製造傷害；生物A已死去，不能對生物B造成傷害。

#### 結束戰鬥
和開始戰鬥相同，在一般情況下無事發生。玩家能利用此階段，在戰鬥後、進行動階段前使用瞬間或異能。

### 第二行動階段
在戰鬥階段結束後的行動階段，能做的事和第一行動階段相同。

### 結束階段
結束階段有兩步驟，分別是「結束」步驟及「清除」步驟。
有些異能會在結束步驟被觸發。這是玩家在該回合中最後一次施展瞬間或異能的機會。
最後到清除步驟，你需要丟棄手上超過上限的牌，一般上限為七張。另外效果為「至本回合結束」和「本回合」的效果以及所有生物上的傷害均會移除。
結束階段完成後，從下一位（對手）玩家的開始階段繼續進行遊戲。

## 時機與堆疊
時機與堆疊在魔法風雲會的規則中，屬於比較複雜的一部分。其中時機主要是用來避免遊戲陷入「先說先贏」這種不邏輯的情況。它規定一位玩家在遊戲中有權利使用牌或啟動式異能的時間點，比較正式的講法是「玩家必須擁有『優先權』才能使用牌或啟動式異能」。這個權力大都保持在主動玩家（回合的主人）手上，而對手玩家只有在下列時間點能獲得優先權，在非自己的回合施展瞬間或異能。
- 對手玩家的觸發式異能被觸發並放上堆疊後，對手玩家就獲得優先權，能立刻在該觸發式異能上疊上更多的咒語或異能。
- 主動玩家想結算堆疊上的咒語或異能，詢問對手玩家是否回應時，對手玩家就獲得優先權。
- 進入下一個階段或步驟前，主動玩家必須詢問對手玩家是否回應，此時對手玩家就獲得優先權。

### 堆疊（The stack）
魔法風雲會的特色之一，在於絕大多數的牌或異能在使用後不會立刻生效，並且放入一塊稱為「堆疊」的區域。被放入堆疊的牌被稱為咒語。玩家想讓堆疊上的咒語或異能生效（正式的講法「結算」）的話，必須先詢問所有的對手是否回應，若所有對手都選擇不回應或無法回應，咒語或異能才會結算並產生效果。若對手選擇回應，他必須施放另一張瞬間牌或是異能，之後換他詢問所有的對手是否回應，若所有對手都不回應，他回應的咒語或異能會先進行結算。這讓遊戲充滿了以【回應對手，後發先至】產生的種種變化。
堆疊的特色如下：
- 後發先至，比較晚放上堆疊的咒文或異能先結算。
- 每結算完一個咒文或異能，會立刻對遊戲狀況進行檢查，例如被消滅的生物立刻移入墳場，生命值降到0的玩家馬上輸掉遊戲。
- 每結算完一個咒文或異能，必須再詢問一次所有玩家是否回應，才能繼續往下結算。
- 一位玩家，只要付得起花費，能連續將咒文或異能放入堆疊，其他玩家不能要求回應來插隊，但結算時必須每個咒文依序分別詢問對手是否回應。
- 放地牌進戰場、靜止式異能和魔法力異能直接生效，不用放入堆疊。
- 堆疊必須清空，遊戲才能進入下一個階段或步驟。

#### 範例
後發先至
張三和老王在玩魔法風雲會。張三使用一隻2/2生物灰棕熊攻擊老王，老王沒有阻擋。如果遊戲繼續下去，老王會受到攻擊，損失2點生命。
狀況一：張三想增加傷害，他橫置一張樹林，以一點綠色魔法力對灰棕熊施展瞬間牌「變巨術」（目標生物得+3/+3直到回合結束），放上堆疊。
- 接著老王回應，他橫置一張山脈，以一點紅色魔法力對灰棕熊施展瞬間牌「電震」（對目標生物或玩家造成2點傷害），放上堆疊。
- 狀況一的最後，堆疊上的咒語由上而下為「電震」、「變巨術」。「電震」對灰棕熊造成兩點傷害，灰棕熊死去。接著「變巨術」失去目標，沒有生效。老王不會受到任何傷害。

狀況二：張三認為2點傷害就足夠了：詢問老王是否要開始計算戰鬥傷害（交出優先權）。
- 老王不想受傷，所以他對灰棕熊施展瞬間牌「電震」，放上堆疊。
- 換張三回應，他對灰棕熊施展瞬間牌「變巨術」，放上堆疊。
- 狀況二的最後，堆疊上的咒語由上而下為「變巨術」、「電震」。灰棕熊先成為5/5生物後再受兩點傷害，老王會被5/5（受兩點傷）的灰棕熊奪去5點生命。

### 反擊（Countering）
反擊咒語〈或異能〉允許玩家去反擊其他的咒語〈或異能〉，讓它不能生效。這種咒語必須在目標咒語還在堆疊上時施放。如果一個咒語被反擊了，那它會在反擊咒語結算的同時，從堆疊被移入其擁有者的墳墓場。被反擊的咒語並沒有結算，所以該牌除了進入墳墓場外沒有任何效果。此外，對於寫明「不能被反擊」的牌，反擊咒語一樣能以它們為目標，但反擊咒語結算時反擊不生效，它們會繼續留在堆疊裡。
還有另一種方法能反擊咒語〈或異能〉，就是讓咒語的目標變成不合法，讓其被規則反擊。詳細來說：一個有指定目標的咒語，必需有合法的目標才能放上堆疊（被施放），但如果它的目標在結算時變成不合法的，那遊戲規則就會判定該咒語被「反擊」，不會結算。這種反擊方式對寫明「不能被反擊」的牌一樣有效。
例如：某張瞬間A的效果是「消滅目標力量小於3的生物。」，玩家甲施放它，指定目標是力量只有1的生物B。但玩家乙回應了「變巨術」，讓生物B的力量增加3。最後在瞬間A結算時，生物B的力量已經變成4，不符合瞬間A的目標條件（不合法），瞬間A被規則反擊。
如果一個咒語〈或異能〉包含複數效果，且只有部分效果需要目標，它還是會因為目標不合法而不能被施放或被反擊。
如果一個咒語〈或異能〉需要指定複數目標，那它必須在所有目標都是合法的情況下才能施放，所有目標都變成不合法後才會被規則反擊。若是結算時有部分目標變成不合法目標，咒語〈或異能〉依然會對剩下的合法目標產生效果。
例如：某咒語的效果是「對目標生物造成三點傷害。對目標玩家造成三點傷害。你獲得三點生命。」，它包含了兩個目標和一個無目標（獲得生命）的效果。
施放時，場上一定要有一個合法生物和一個合法玩家當目標才能施放。
結算時，如果目標生物或玩家其中之一變成不合法，咒語依然能對剩下的玩家或生物造成三點傷害且你獲得三點生命。但如果目標生物和目標玩家都不合法，整個咒語被反擊，你不會獲得任何生命。

## 常見關鍵字異能
有時異能在牌面上並不會附上解釋，而是以在規則中有定義的關鍵字表示。下面介紹部分常見的關鍵字異能。
死觸
有此異能的生物，它對生物造成的任意數量傷害都是致命傷害（足以消滅該生物）。
守軍
有此異能的生物，不能被宣告為攻擊者。
先攻
有此異能的生物，比沒有先攻異能的生物先一步造成戰鬥傷害（詳細請參考回合流程－戰鬥傷害步驟）。
連擊
有此異能的生物，在先攻戰鬥傷害步驟和普通戰鬥傷害步驟都能造成傷害。例如一隻1/1擁有連擊異能的「劍擊高手」，若是沒有被阻擋，它能對玩家造成先攻時1點、普通戰鬥時再1點，共2點的戰鬥傷害。
閃現
有此異能的牌，它的施放時機視同瞬間牌。
飛行
有此異能的生物，在攻擊時只有具飛行或延勢異能的生物能阻擋它。
敏捷
有此異能的生物，不受召喚失調影響。
辟邪
有此異能的永久物或玩家，對手的咒語或異能不能指為目標。
反Ｘ保護
有此異能的牌，在戰場上不會被具有Ｘ特徵的牌傷害、阻擋、結附或指為目標。Ｘ可以是顏色、生物、神器……等。舉例來說，生物「榮耀騎士」具有反黑保護：它攻擊時，黑色生物無法阻擋它；它成為阻擋者時，被阻擋的黑色生物只能單方面承受傷害；所有黑色的結界和武具無法放在它身上；所有黑色咒語和黑色永久物的異能也無法指定它為目標或在它身上留下傷害。但是，不指定榮耀騎士為目標的黑色牌依然有可能影響榮耀騎士，例如指定目標玩家牺牲自己的生物，或不指定目标的情况下消灭所有生物。
延勢
有此異能的生物，能阻擋具飛行異能的生物。
踐踏
有此異能的生物，若攻擊時受到阻擋，能讓多餘的力量值對防守玩家造成傷害。例如6/6踐踏生物被0/3生物阻擋，6/6生物依然能對防守玩家造成3點傷害。若是6/6踐踏死觸生物，只需1點就足以造成致命傷害，就能對防守玩家造成5點傷害。另外一提，如果阻擋生物在進戰鬥傷害步驟前就離開戰場，踐踏生物能將所有力量都對防守玩家造成傷害，不會像一般生物般揮空拳。
警戒
有此異能的生物，宣告為攻擊者時不需要橫置。
繫命
此生物所造成的傷害會讓其操控者獲得等量的生命。

## 註解／來源
1. ↑  . Wizards Play Network. 2019-06-03  [2019-07-24]. （原始内容存档于2021-03-04）.
2. ↑  沒有顏色的牌一般稱為「無色」牌，但無色並不算是一種顏色。
3. ↑  五種基本地為平原（白）、海島（藍）、沼澤（黑）、山脈（紅）和樹林（綠）。
4. ↑  「召喚失調」對玩家非從本回合開始就操控的生物全部有效，甚至本回合招喚的永久物變成的生物、搶奪對手已解除召喚失調的生物和從其他區域（例如墳墓場）挖回來的生物都包含在內。
5. ↑  「召喚失調」在目前的規則條文中已不再是正式名稱。但為了方便閱讀，本文依然使用「召喚失調」來表示［因玩家非從本回合開始時就擁有操控權，故不能攻擊或橫置本身」的生物所處的狀態。
6. ↑  舊版規則異能或效果對對手玩家的傷害判定成功後，能選擇將此傷害轉移給對手鵬洛客。新版規則直接將舊版本（多明納里亞以前）卡面的「目標生物或玩家」刊誤為「任意一個目標」，「目標玩家」刊誤為「目標玩家或鵬洛客」。
7. ↑  當然，在以實體紙牌進行遊戲時，觸發式異能必須由玩家主動宣告「因滿足某某條件，故某某異能被觸發」。一般是由得利的玩家做宣告，對手沒有提醒的義務。
8. ↑  和某些遊戲不同，魔法風雲會不能指定對手生物為攻擊對象。
9. ↑  新版規則中，戰鬥傷害不產生堆疊，一旦開始計算戰鬥傷害，所有玩家在傷害造成前都無能為力。
10. ↑  是否有被阻擋是以防守玩家有無成功宣告防守者來判斷。一旦宣告成功，就算防守生物在戰鬥傷害步驟前因某些效應離開戰鬥，攻擊生物一樣被判定為已被阻擋，但不會造成或受到任何戰鬥傷害，有點類似現實中揮空拳的狀況。
11. ↑  優先權在完成每階段或步驟規定的動作後或是堆疊上有咒語被結算後，都會馬上回到主動玩家手上。
12. ↑  在實體紙牌遊戲中，不會有實體牌代表「異能」被放入堆疊，但它確實在堆疊中佔有一個位子。有需要的話，可以用硬幣等物品代替。
13. ↑  所有的牌中，只有瞬間牌在堆疊上有其他咒語的時候還能被施放，也就是手牌中只有瞬間牌能用來回應堆疊上的咒語。

## 建議連結
- CardWalker 顱內植入 Magic: The Gathering DCI裁判釋疑繁中專欄  （页面存档备份，存于）